# Intamin
Intamin Amusement Rides – założone w 1967 roku przez Roberta i Reinholda Spieldienerów oraz Alfonsa Sako przedsiębiorstwo zajmujące się m.in. projektowaniem i budową kolejek górskich, kolejek wodnych oraz innych urządzeń rozrywkowych z siedzibą w Schaan w Liechtensteinie.

## Oferta
W ofercie firmy Intamin znajdowały się następujące modele kolejek górskich:
| Lp. | Nazwa                      | Rodzaj      | Pierwsza instalacja                 | Pierwsza instalacja | Pierwsza instalacja             | Pierwsza instalacja | Liczba instalacji |
| --- | -------------------------- | ----------- | ----------------------------------- | ------------------- | ------------------------------- | ------------------- | ----------------- |
| 1   | Wing Coaster               | Ekstremalne | Skyrush                             | Stany Zjednoczone   | Hersheypark                     | 2012                | 2                 |
| 2   | Wing Rider                 | Ekstremalne | Furius Baco                         | Hiszpania           | PortAventura                    | 2007                | 1                 |
| 3   | Mega-Lite                  | Ekstremalne | Kawasemi                            | Japonia             | Tobu Zoo Park                   | 2008                | 5                 |
| 4   | Mega Coaster               | Ekstremalne | Ride of Steel                       | Stany Zjednoczone   | Darien Lake                     | 1999                | 8                 |
| 5   | Giga Coaster               | Ekstremalne | Millennium Force                    | Stany Zjednoczone   | Cedar Point                     | 2000                | 2                 |
| 6   | Exa Coaster                | Ekstremalne | Falcon's Flight                     | Arabia Saudyjska    | Six Flags Qiddiya               | 2025                | 1                 |
| 7   | Accelerator Coaster        | Ekstremalne | Xcelerator                          | Stany Zjednoczone   | Knott’s Berry Farm              | 2002                | 17                |
| 8   | Blitz / LSM Launch Coaster | Ekstremalne | Maverick                            | Stany Zjednoczone   | Cedar Point                     | 2011                | 22                |
| 9   | Zac Spin                   | Ekstremalne | Kirnu                               | Finlandia           | Linnanmäki                      | 2007                | 6                 |
| 10  | Half Pipe Coaster          | Ekstremalne | Half Pipe                           | Finlandia           | Särkänniemi                     | 2003                | 4                 |
| 11  | Fly Rider                  | Ekstremalne | U-shaped Roller Coaster             |                     | Victory Kingdom                 | 2013                | 1                 |
| 12  | Multi Inversion Coaster    | Ekstremalne | Indiana Jones et le Temple du Péril | Francja             | Disneyland Resort Paris         | 1993                | 18                |
| 13  | Surfrider                  | Ekstremalne | Surfrider                           | Arabia Saudyjska    | Atallah Happy Land Park         | 2012                | 10                |
| 14  | Impulse Coaster            | Ekstremalne | Linear Gale                         | Japonia             | Tokyo Dome City                 | 1998                | 8                 |
| 15  | Reverse Freefall Coaster   | Ekstremalne | Tower of Terror II                  | Australia           | Dreamworld                      | 1997                | 2                 |
| 16  | Suspended Coaster          | Ekstremalne | Volcano, The Blast Coaster          | Stany Zjednoczone   | Kings Dominion                  | 1998                | 3                 |
| 17  | Wooden Coaster             | Ekstremalne | American Eagle                      | Stany Zjednoczone   | Six Flags Great America         | 1981                | 11                |
| 18  | Aqua Trax                  | Ekstremalne | Atlantis Adventure                  | Korea Południowa    | Lotte World                     | 2003                | 1                 |
| 19  | Space Diver                | Ekstremalne | Z-Force                             | Stany Zjednoczone   | Six Flags Great America         | 1985                | 3                 |
| 20  | Stand-Up Coaster           | Ekstremalne | Shockwave                           | Stany Zjednoczone   | Six Flags Magic Mountain        | 1986                | 7                 |
| 21  | Swiss Bob                  | Ekstremalne | Sarajevo Bobsled                    | Stany Zjednoczone   | Six Flags Magic Mountain        | 1984                | 9                 |
| 22  | Spiral Coaster             | Ekstremalne | Sky Plaza Comet                     | Korea Południowa    | Sky Plaza                       | 1996                | 2                 |
| 23  | Water Coaster              | Ekstremalne | Divertical                          | Włochy              | Mirabilandia                    | 2012                | 4                 |
| 24  | Vertical LSM Coaster       | Ekstremalne | Sandy’s Blasting Bronco             | Stany Zjednoczone   | Nickelodeon Universe Theme Park | 2020                | 1                 |
| 25  | Vertical Launch Coaster    | Ekstremalne | Storm Coaster                       | Arabia Saudyjska    | Dubai Hills Mall                | 2022                | 2                 |
| 26  | Hot Racer                  | Ekstremalne | Big Dipper                          | Australia           | Luna Park                       | 2021                | 3                 |
| 27  | Ultra Surf                 | Ekstremalne | Georgia Surfer                      | Stany Zjednoczone   | Six Flags Over Georgia          | 2024                | 1                 |
| 28  | Children’s Roller Coaster  | Rodzinne    | Wilderness Run                      | Stany Zjednoczone   | Cedar Point                     | 1979                | 5                 |
| 29  | Twist and Turn Coaster     | Rodzinne    | Comet Express                       | Korea Południowa    | Lotte World                     | 1995                | 3                 |
| 30  | Multidimensional Coaster   | Rodzinne    | Thirteen                            | Wielka Brytania     | Alton Towers                    | 2010                | 5                 |
| 31  | Family Launch Coaster      | Rodzinne    | Mick Doohan’s Motocoaster           | Australia           | Dreamworld                      | 2007                | 14                |
| 32  | Family Roller Coaster      | Rodzinne    | Mine Train Ulven                    | Dania               | Bakken                          | 1997                | 12                |
| 33  | Suspended Family Coaster   | Rodzinne    | DrageKongen                         | Dania               | Djurs Sommerland                | 2017                | 2                 |

## Zaprojektowane kolejki górskie

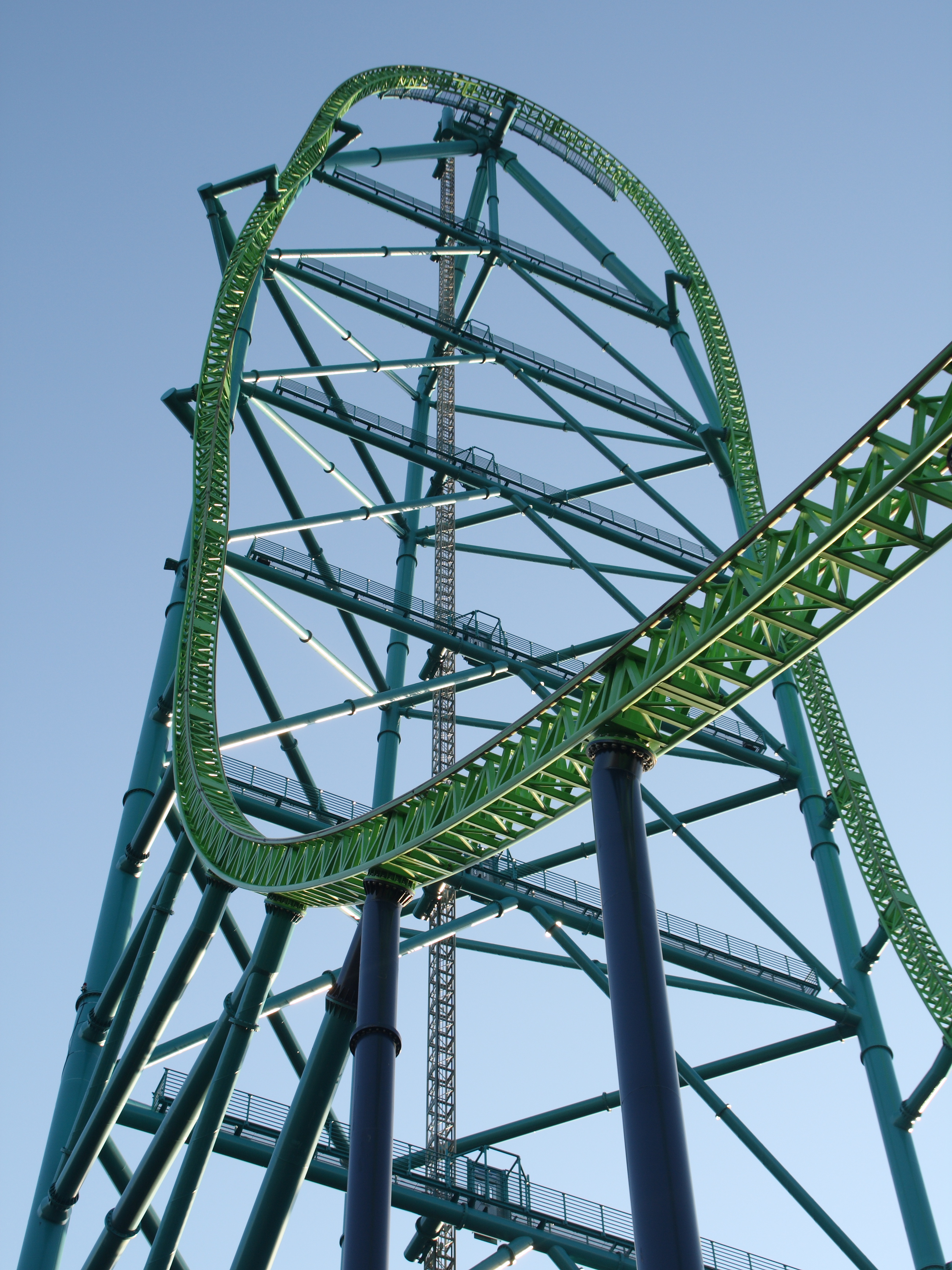
Kingda Ka

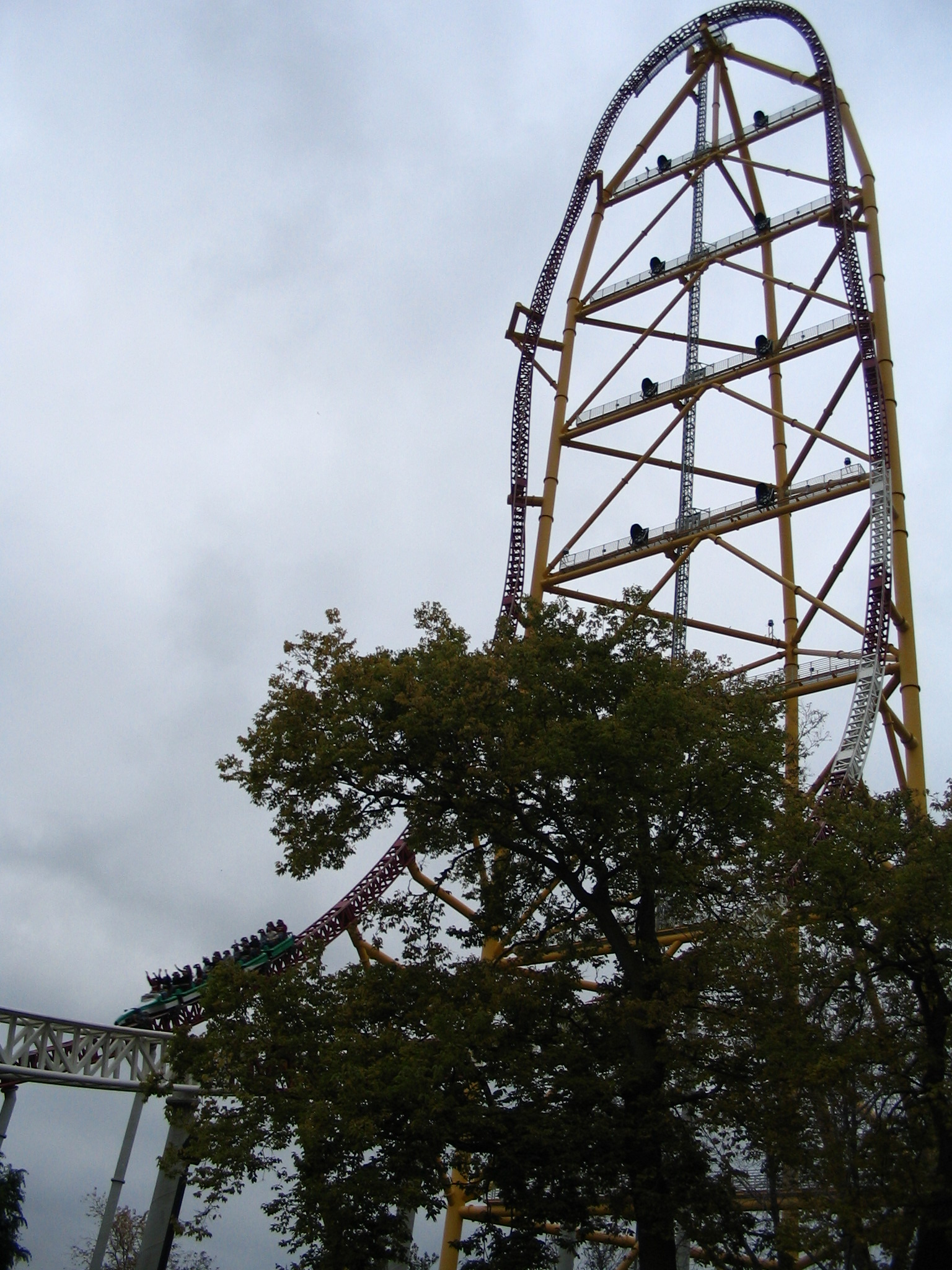
Top Thrill 2

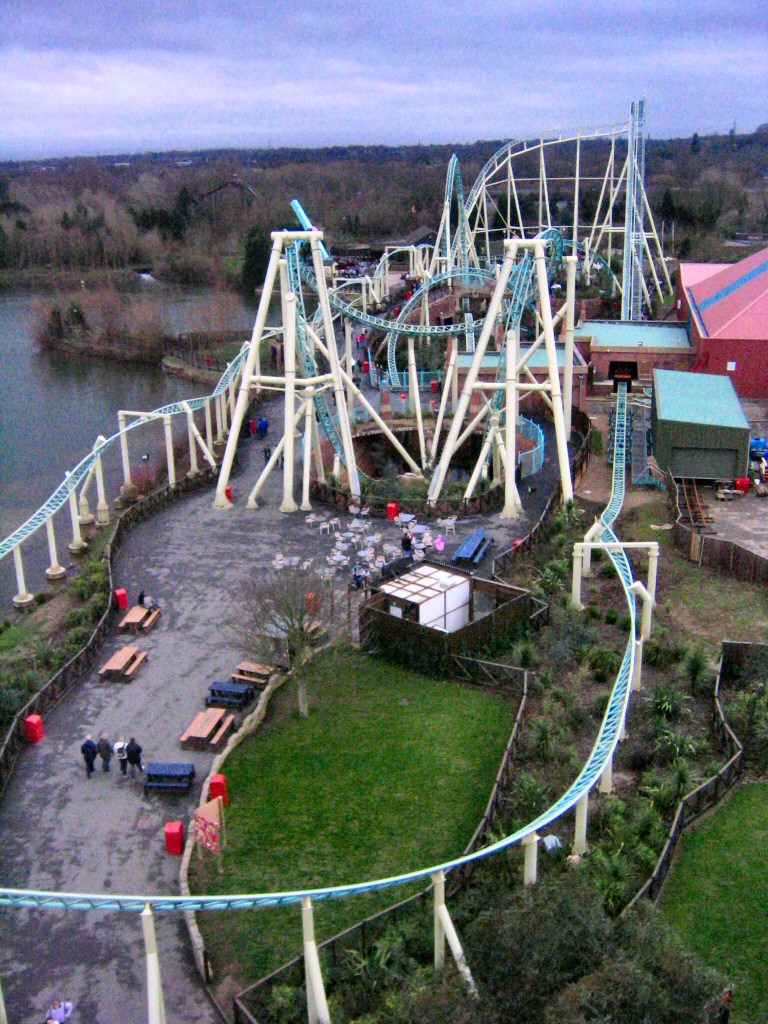
Colossus

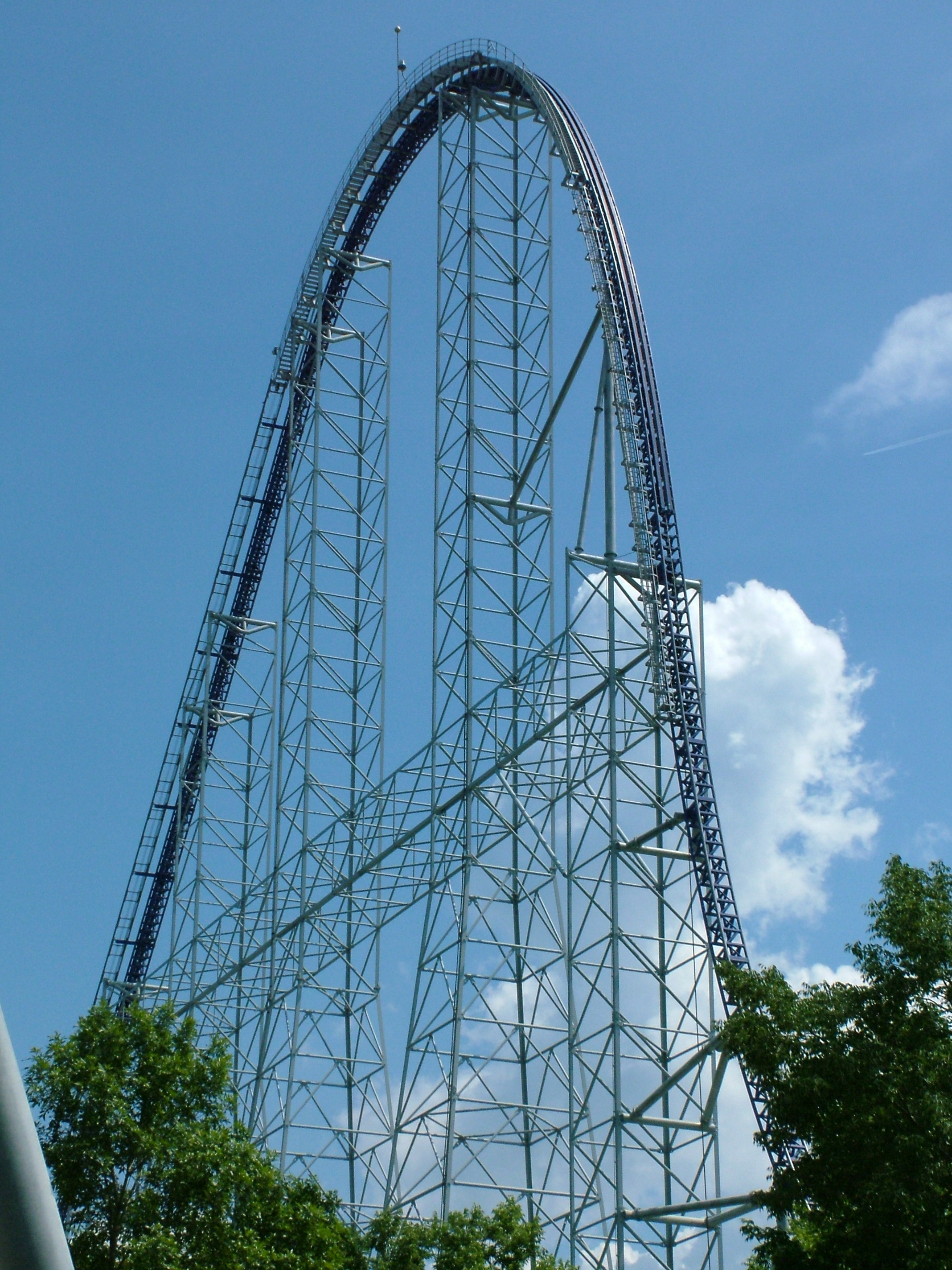
Millennium Force

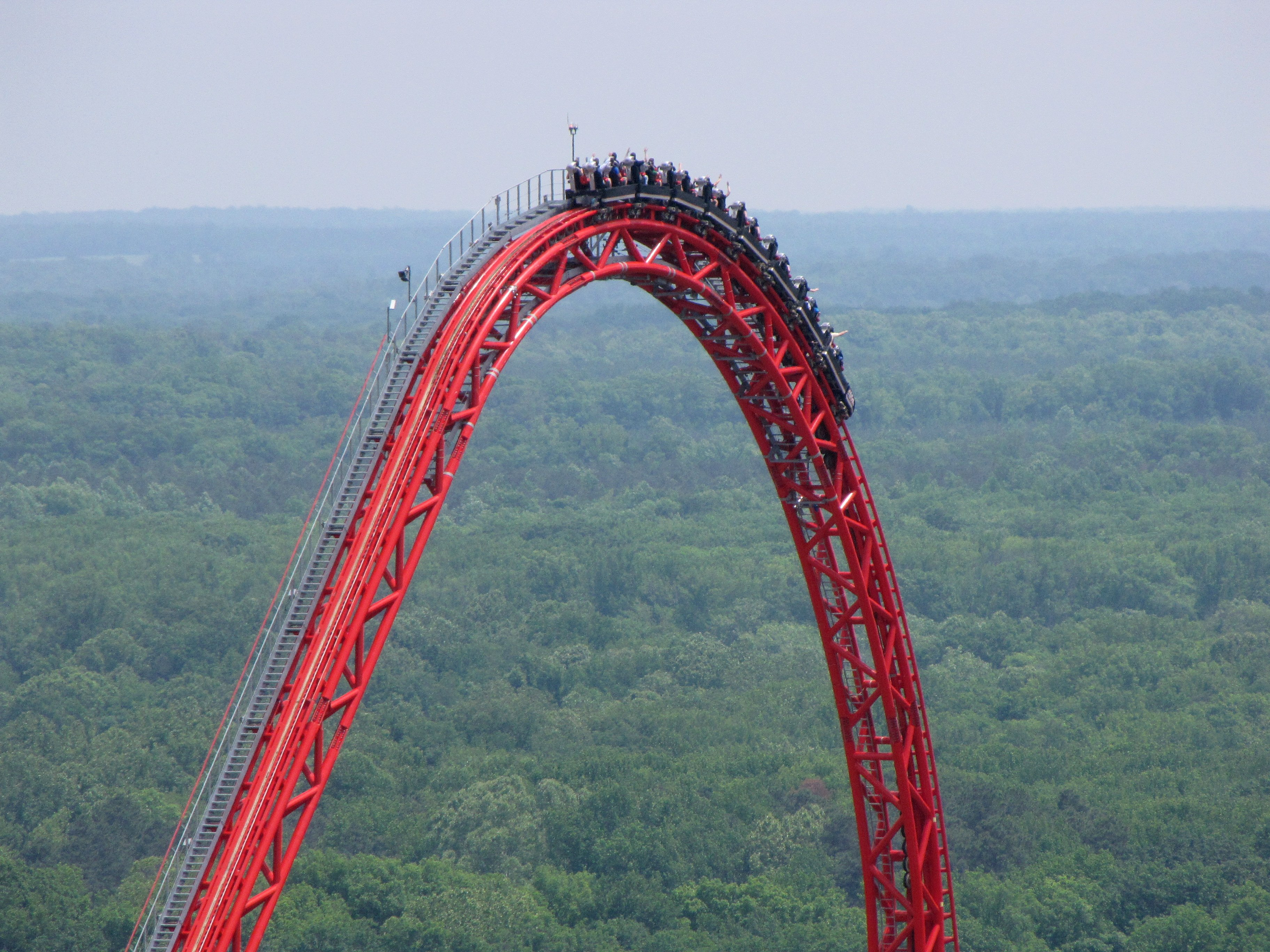
Pantherian

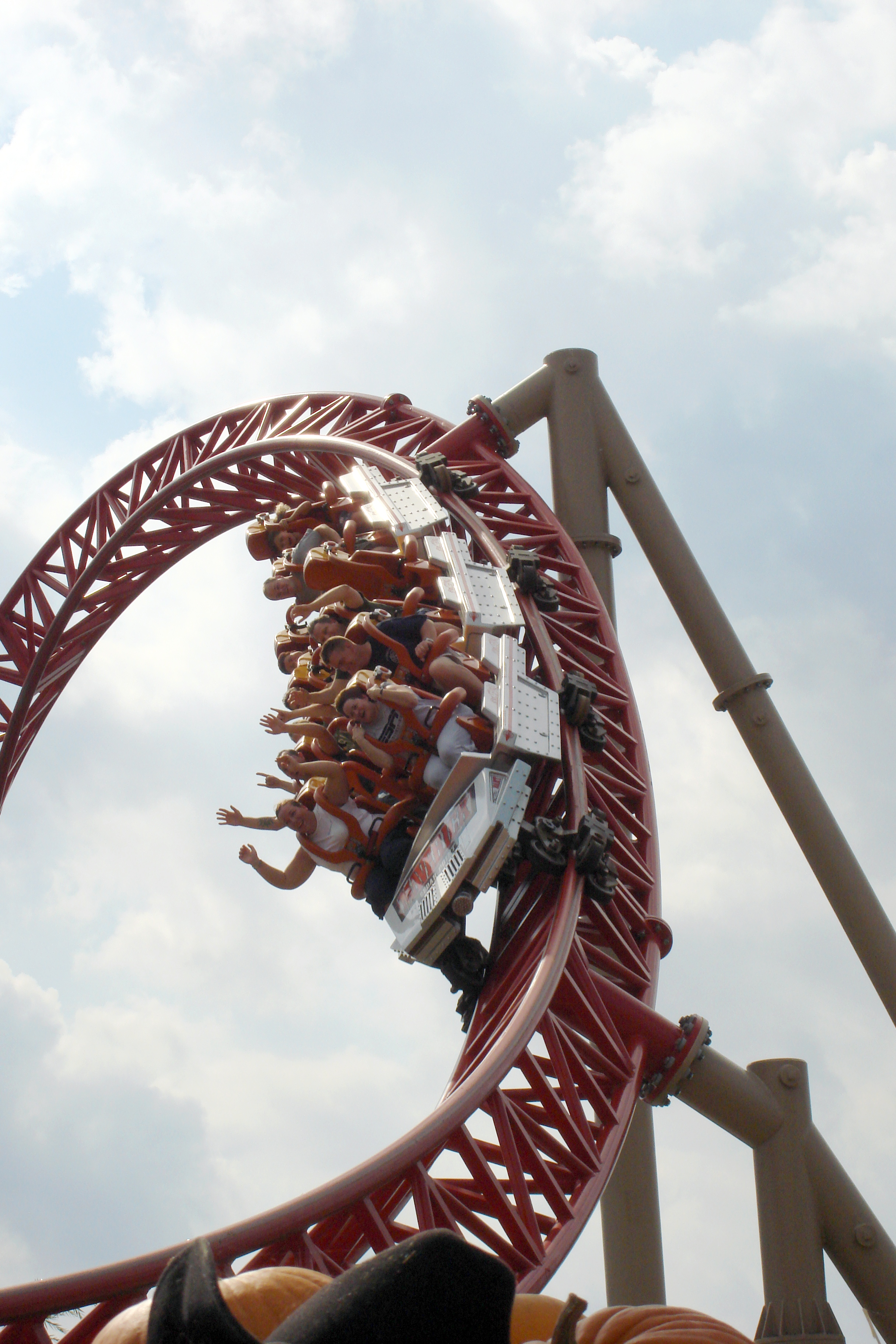
Maverick

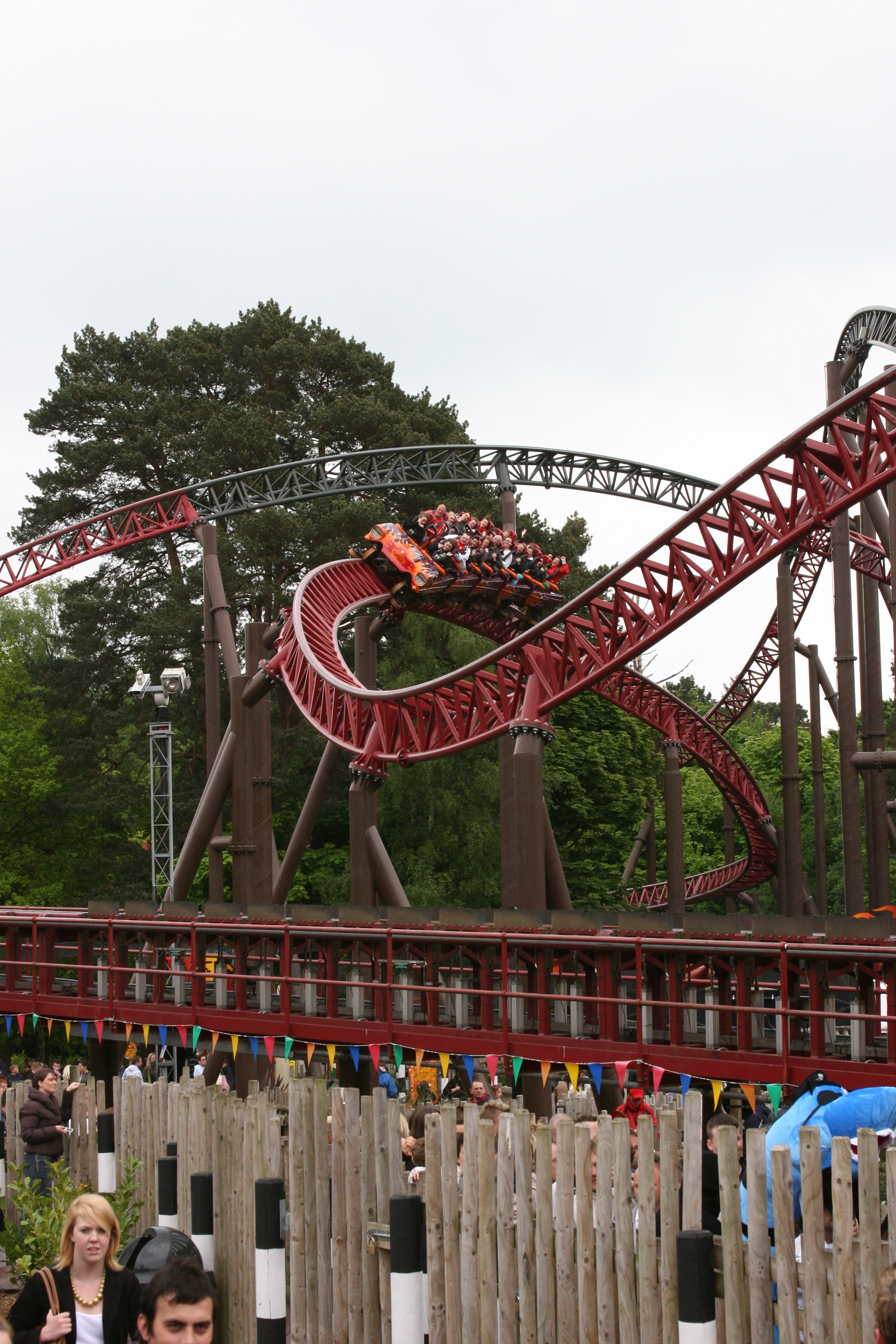
Rita

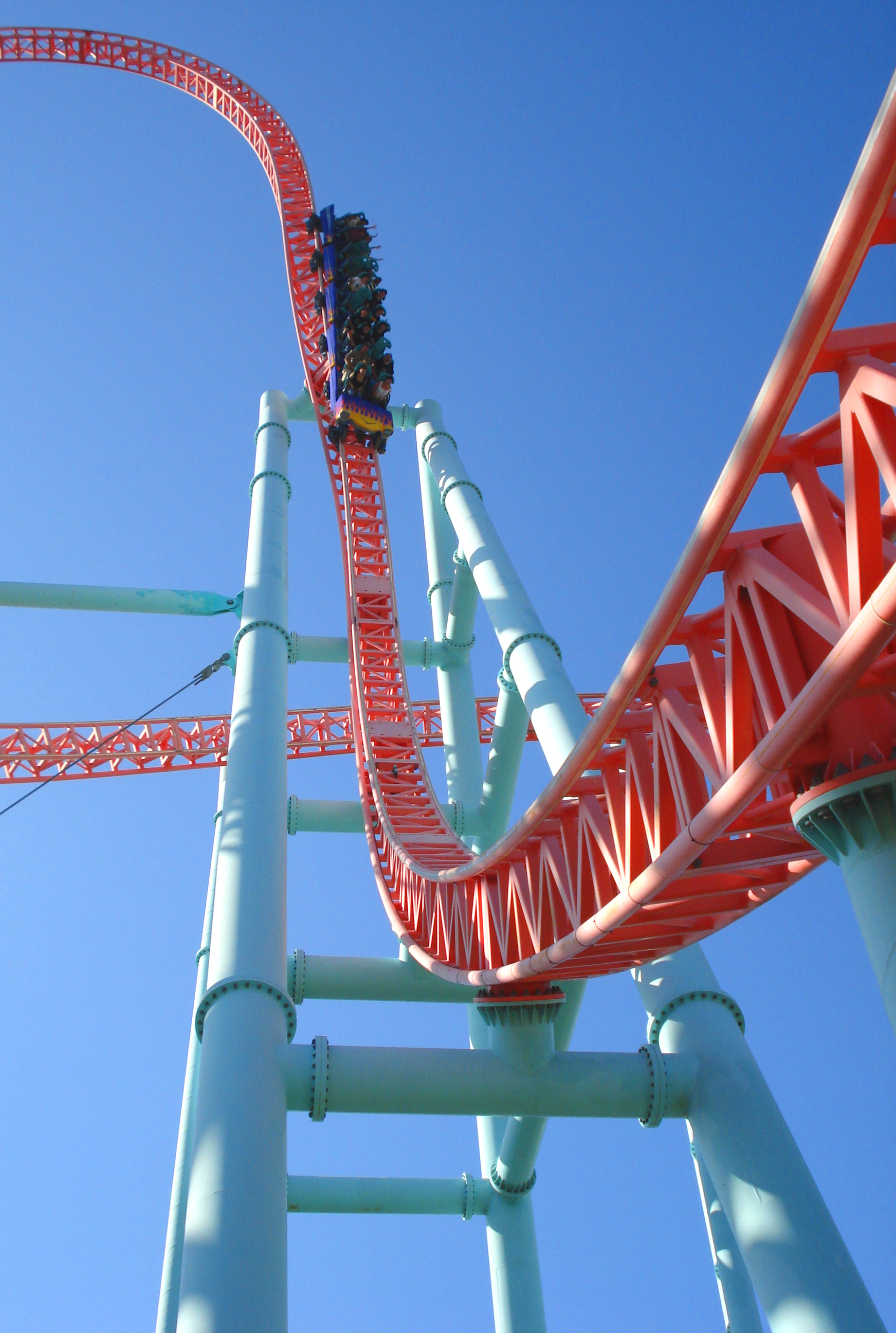
Xcelerator

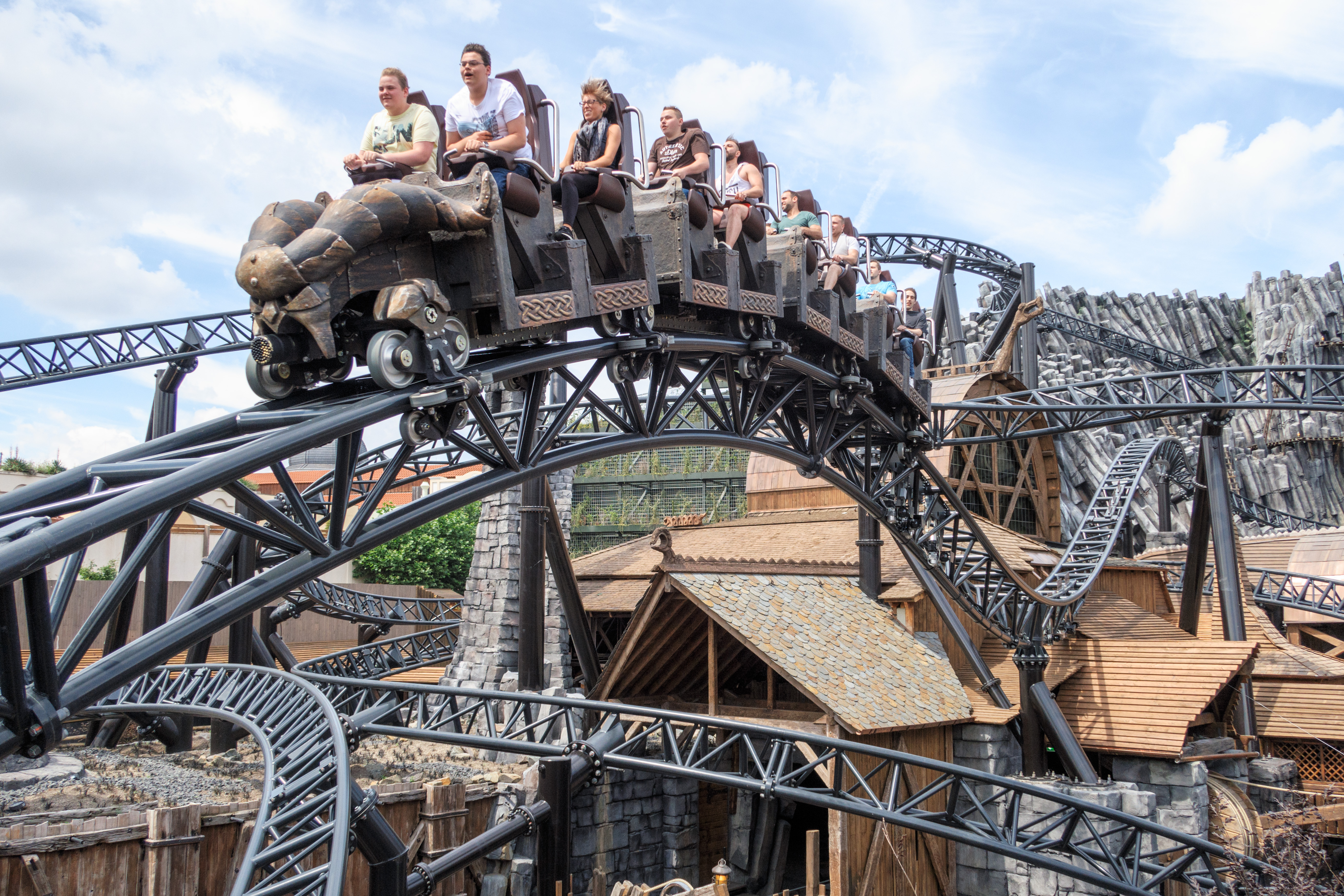
Taron

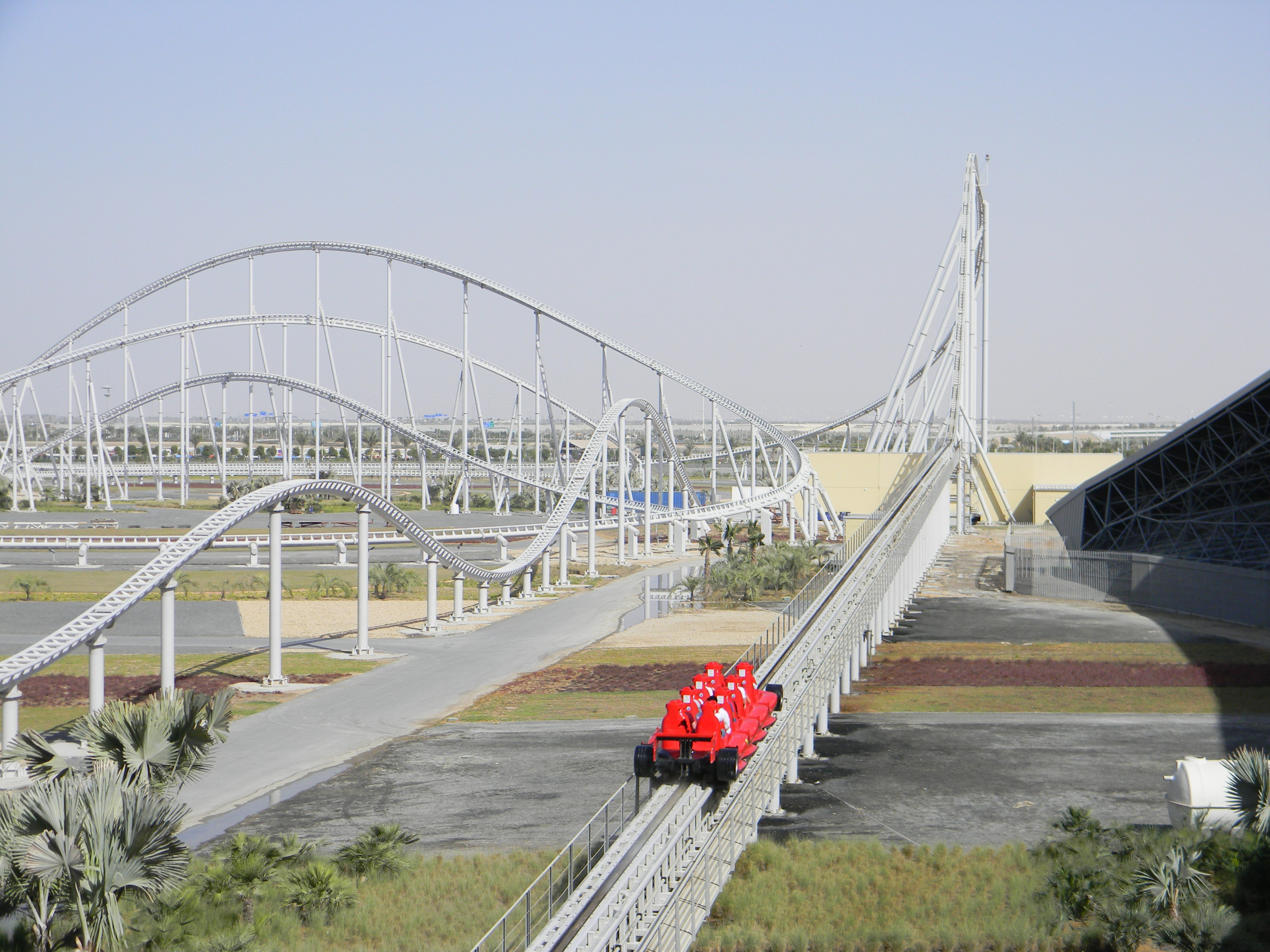
Formula Rossa

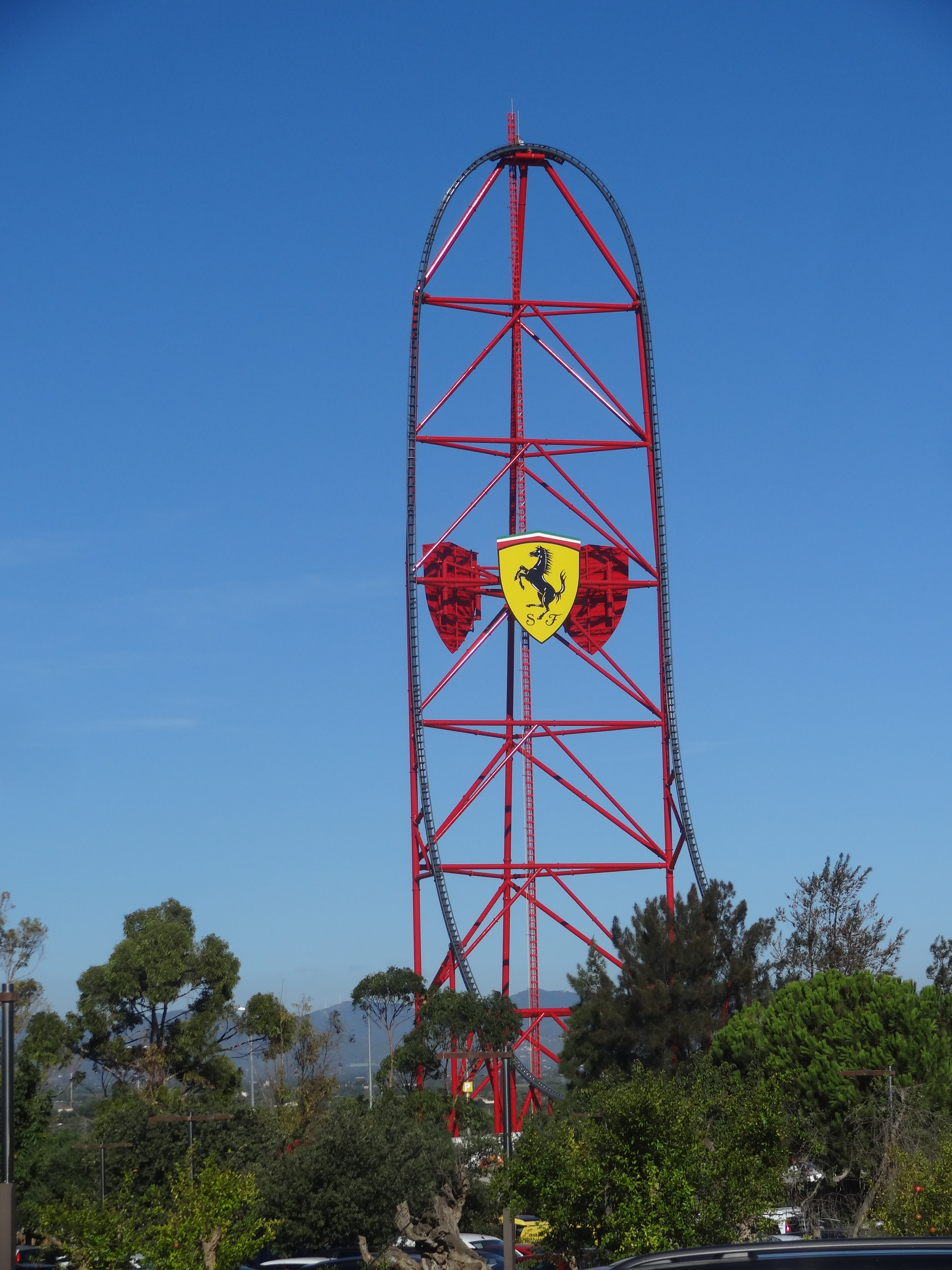
Red Force

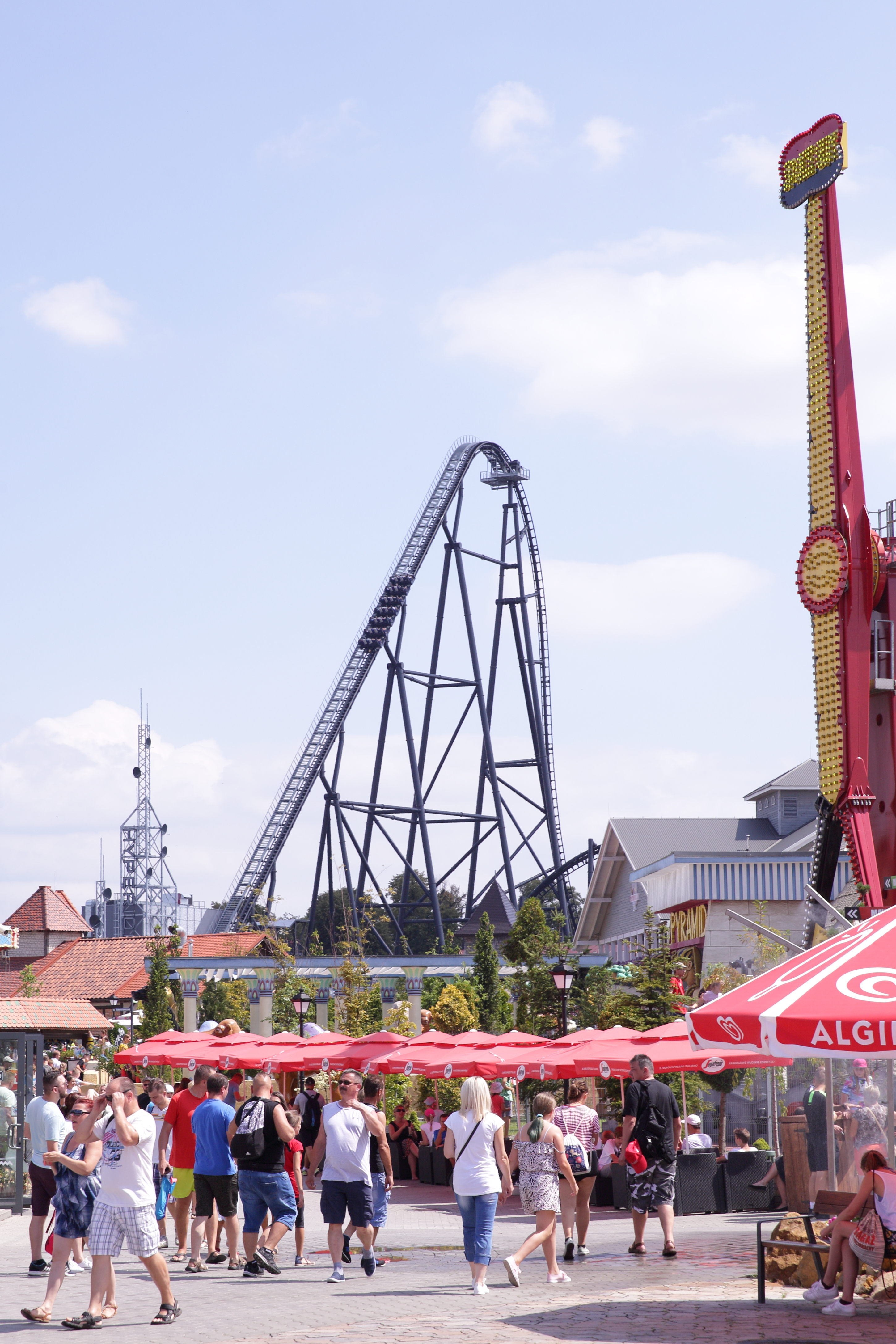
Hyperion

Do roku 2025 włącznie firma Intamin zaprojektowała i zbudowała na całym świecie łącznie 189 kolejek górskich (213 łącznie z przeniesionymi kolejkami).
| Nazwa                                          | Model                                         | Park                         | Park                                   | Rok otwarcia | Status            |
| ---------------------------------------------- | --------------------------------------------- | ---------------------------- | -------------------------------------- | ------------ | ----------------- |
| Wilderness Run                                 | Children’s Roller Coaster                     | Stany Zjednoczone            | Cedar Point                            | 1979         | działa            |
| American Eagle                                 | Wooden Coaster                                | Stany Zjednoczone            | Six Flags Great America                | 1981         | działa            |
| Montaña Rusa Infantil                          | Children’s Roller Coaster                     | Argentyna                    | Parque de la Ciudad                    | 1982         | nieczynna         |
| Vertigorama                                    | Double Roller Coaster                         | Argentyna                    | Parque de la Ciudad                    | 1982         | nieczynna         |
| Super Montaña Rusa Infantil                    | Children’s Roller Coaster                     | Argentyna                    | Parque de la Ciudad                    | 1983         | usunięta          |
| Sarajevo Bobsleds                              | Swiss Bob                                     | Stany Zjednoczone            | Six Flags Magic Mountain               | 1984         | przeniesiona      |
| Sarajevo Bobsleds                              | Swiss Bob                                     | Stany Zjednoczone            | Six Flags Great Adventure              | 1984         | usunięta          |
| Screamin’ Delta Demon                          | Swiss Bob                                     | Stany Zjednoczone            | Opryland USA                           | 1984         | przeniesiona      |
| Scooby Doo                                     | Children’s Roller Coaster                     | Stany Zjednoczone            | Splashtown Water Park                  | 1984         | przeniesiona      |
| Z-Force                                        | Space Diver                                   | Stany Zjednoczone            | Six Flags Great America                | 1985         | przeniesiona      |
| Bob                                            | Swiss Bob                                     | Holandia                     | Efteling                               | 1985         | działa            |
| Disaster Transport                             | Swiss Bob                                     | Stany Zjednoczone            | Cedar Point                            | 1985         | usunięta          |
| Shockwave                                      | Stand-up Coaster                              | Stany Zjednoczone            | Six Flags Magic Mountain               | 1986         | przeniesiona      |
| La Vibora                                      | Swiss Bob                                     | Stany Zjednoczone            | Six Flags Over Texas                   | 1986         | usunięta          |
| Woodstock’s Express                            | Children’s Roller Coaster                     | Stany Zjednoczone            | California’s Great America             | 1987         | działa            |
| Z-Force                                        | Space Diver                                   | Stany Zjednoczone            | Six Flags Over Georgia                 | 1988         | przeniesiona      |
| Stand Up                                       | Stand-up Coaster                              | Szwecja                      | Skara Sommarland                       | 1988         | przeniesiona      |
| ?                                              | Family Roller Coaster                         | Arabia Saudyjska             | Al-Rawdah Sharaco                      | 1988         | ?                 |
| Rolling Thunder                                | Swiss Bob                                     | Stany Zjednoczone            | Six Flags Great America                | 1989         | przeniesiona      |
| Shockwave                                      | Stand-up Coaster                              | Stany Zjednoczone            | Six Flags Great Adventure              | 1990         | przeniesiona      |
| Pegasus                                        | Wooden Coaster                                | Holandia                     | Efteling                               | 1991         | usunięta          |
| Jupiter                                        | Wooden Coaster                                | Japonia                      | Kijima Kogen                           | 1992         | działa            |
| Flashback                                      | Space Diver                                   | Stany Zjednoczone            | Six Flags Magic Mountain               | 1992         | usunięta          |
| Batman The Escape                              | Stand-up Coaster                              | Stany Zjednoczone            | Six Flags AstroWorld                   | 1993         | przeniesiona      |
| Lightning Bolt                                 | Family Roller Coaster                         | Stany Zjednoczone            | MGM Grand Adventures                   | 1993         | przeniesiona      |
| Indiana Jones et le Temple du Péril            | Multi Inversion Coaster                       | Francja                      | Disneyland Resort Paris                | 1993         | działa            |
| Dragon                                         | Family Roller Coaster                         | Kanada                       | La Ronde                               | 1994         | działa            |
| Shockwave                                      | Stand-up Coaster                              | Wielka Brytania              | Drayton Manor                          | 1994         | działa            |
| White Cyclone                                  | Wooden Coaster                                | Japonia                      | Nagashima Spa Land                     | 1994         | działa            |
| Cobra                                          | Stand-up Coaster                              | Kanada                       | La Ronde                               | 1995         | działa            |
| Comet Express                                  | Twist and Turn Coaster                        | Korea Południowa             | Lotte World                            | 1995         | działa            |
| Family Coaster                                 | Family Roller Coaster                         | Korea Południowa             | Play Village                           | 1995         | działa            |
| Sky Plaza Comet                                | Spiral Coaster                                | Korea Południowa             | Sky Plaza                              | 1996         | przeniesiona      |
| Cop Car Chase                                  | Multi Inversion Coaster                       | Niemcy                       | Movie Park Germany                     | 1996         | usunięta          |
| Skull Mountain                                 | Family Roller Coaster                         | Stany Zjednoczone            | Six Flags Great Adventure              | 1996         | działa            |
| Screamin’ Delta Demon                          | Swiss Bob                                     | Stany Zjednoczone            | Old Indiana Fun-n-Water Park           | 1997         | usunięta          |
| Tower of Terror II                             | Reverse Freefall Coaster                      | Australia                    | Dreamworld                             | 1997         | działa            |
| Mine Train Ulven                               | Family Roller Coaster                         | Dania                        | Bakken                                 | 1997         | działa            |
| Superman: Escape from Krypton                  | Reverse Freefall Coaster                      | Stany Zjednoczone            | Six Flags Magic Mountain               | 1997         | działa            |
| Montanha Russa do Astronauta                   | Family Roller Coaster                         | Brazylia                     | Parque da Mônica                       | 1997         | działa            |
| Alpine Bobsled                                 | Swiss Bob                                     | Stany Zjednoczone            | Great Escape                           | 1998         | działa            |
| Aska                                           | Wooden Coaster                                | Japonia                      | Nara Dreamland                         | 1998         | usunięta          |
| Linear Gale                                    | Impulse Coaster                               | Japonia                      | Tokyo Dome City                        | 1998         | usunięta          |
| Monte Makaya                                   | Multi Inversion Coaster / 8 Inversion         | Brazylia                     | Terra Encantada                        | 1998         | przeniesiona      |
| Volcano, The Blast Coaster                     | Suspended Catapult Coaster                    | Stany Zjednoczone            | Kings Dominion                         | 1998         | usunięta          |
| Vurang                                         | Twist and Turn Coaster                        | Brazylia                     | Hopi Hari                              | 1998         | działa            |
| Superman – Ride of Steel                       | Mega Coaster                                  | Stany Zjednoczone            | Darien Lake                            | 1999         | działa            |
| Tornado                                        | Suspended Looping Coaster                     | Hiszpania                    | Parque de Atracciones de Madrid        | 1999         | działa            |
| Spiral Coaster                                 | Spiral Coaster                                | Kuwejt                       | Al-Sha'ab Leisure Park                 | 2000         | nieczynna         |
| Regina                                         | Wooden Coaster                                | Japonia                      | Tobu Zoo Park                          | 2000         | działa            |
| Superman – Ride of Steel                       | Mega Coaster                                  | Stany Zjednoczone            | Six Flags New England                  | 2000         | działa            |
| Superman Ultimate Escape                       | Impulse Coaster                               | Stany Zjednoczone            | Geauga Lake                            | 2000         | usunięta          |
| Millennium Force                               | Giga Coaster                                  | Stany Zjednoczone            | Cedar Point                            | 2000         | działa            |
| Superman – Ride of Steel                       | Mega Coaster                                  | Stany Zjednoczone            | Six Flags America                      | 2000         | działa            |
| Screaming Condor                               | Impulse Coaster                               |                              | Leofoo Village Theme Park              | 2001         | działa            |
| California Screamin’                           | Multi Inversion Coaster                       | Stany Zjednoczone            | Disney California Adventure Park       | 2001         | działa            |
| Elf                                            | Wooden Coaster                                | Japonia                      | Hirakata Park                          | 2001         | działa            |
| Colossos                                       | Wooden Coaster                                | Niemcy                       | Heide Park Resort                      | 2001         | nieczynna         |
| Tornado                                        | Suspended Looping Coaster                     | Finlandia                    | Särkänniemi                            | 2001         | działa            |
| V2                                             | Impulse Coaster                               | Stany Zjednoczone            | Six Flags Great America                | 2001         | działa            |
| Vertical Velocity                              | Impulse Coaster                               | Stany Zjednoczone            | Six Flags Discovery Kingdom            | 2001         | działa            |
| Expedition GeForce                             | Mega Coaster                                  | Niemcy                       | Holiday Park                           | 2001         | działa            |
| Future World Experience                        | Family Roller Coaster                         | Japonia                      | Mega Web                               | 2002         | usunięta          |
| Sahara Twist                                   | Twist and Turn Coaster                        |                              | Leofoo Village Theme Park              | 2002         | działa            |
| Colossus                                       | Multi Inversion Coaster / 10 Inversion Rev. A | Wielka Brytania              | Thorpe Park                            | 2002         | działa            |
| Goliath                                        | Mega Coaster                                  | Holandia                     | Walibi Holland                         | 2002         | działa            |
| Wicked Twister                                 | Impulse Coaster                               | Stany Zjednoczone            | Cedar Point                            | 2002         | usunięta          |
| Avalancha                                      | Multi Inversion Coaster / 8 Inversion         | Gwatemala                    | Xetulul                                | 2002         | działa            |
| Xcelerator                                     | Accelerator Coaster                           | Stany Zjednoczone            | Knott’s Berry Farm                     | 2002         | nieczynna         |
| Balder                                         | Wooden Coaster                                | Szwecja                      | Liseberg                               | 2003         | działa            |
| Half Pipe                                      | Half Pipe Coaster                             | Finlandia                    | Särkänniemi                            | 2003         | działa            |
| Thunder Dolphin                                | Mega Coaster                                  | Japonia                      | Tokyo Dome City                        | 2003         | działa            |
| Top Thrill 2                                   | Accelerator Coaster                           | Stany Zjednoczone            | Cedar Point                            | 2003         | działa            |
| Steel Venom                                    | Impulse Coaster                               | Stany Zjednoczone            | Valleyfair                             | 2003         | działa            |
| Supersonic Odyssey                             | Multi Inversion Coaster                       | Malezja                      | Berjaya Times Square Theme Park        | 2003         | działa            |
| Atlantis Adventure                             | Aqua Trax                                     | Korea Południowa             | Lotte World                            | 2003         | działa            |
| Storm Runner                                   | Accelerator Coaster                           | Stany Zjednoczone            | Hersheypark                            | 2004         | działa            |
| Half Pipe                                      | Half Pipe Coaster                             | Stany Zjednoczone            | Elitch Gardens                         | 2004         | działa            |
| Galaxy Express 999                             | ?                                             | Japonia                      | Aqua Park Takanawa                     | 2005         | usunięta          |
| Rita – Queen of Speed                          | Accelerator Coaster                           | Wielka Brytania              | Alton Towers                           | 2005         | działa            |
| Kanonen                                        | Accelerator Coaster                           | Szwecja                      | Liseberg                               | 2005         | usunięta          |
| Kingda Ka                                      | Accelerator Coaster                           | Stany Zjednoczone            | Six Flags Great Adventure              | 2005         | usunięta          |
| Half Pipe                                      | Half Pipe Coaster                             | Japonia                      | Don Quijote                            | 2005         | nieczynna         |
| Skycar                                         | Accelerator Coaster                           |                              | Mysterious Island                      | 2005         | działa            |
| Superman Escape                                | Accelerator Coaster                           | Australia                    | Warner Bros. Movie World               | 2005         | działa            |
| ?                                              | Stand-up Coaster                              | Stany Zjednoczone            | Darien Lake                            | 2006         | nieczynna         |
| Flight of the Phoenix                          | Multi Inversion Coaster / 8 Inversion         |                              | Harborland                             | 2006         | działa            |
| 10 Inversion Roller Coaster                    | Multi Inversion Coaster / 10 Inversion Rev. A |                              | Chimelong Paradise                     | 2006         | działa            |
| Half Pipe                                      | Half Pipe Coaster                             |                              | Chimelong Paradise                     | 2006         | działa            |
| Speed Monster                                  | Accelerator Coaster                           | Norwegia                     | TusenFryd                              | 2006         | działa            |
| Zaturn                                         | Accelerator Coaster                           | Japonia                      | Space World                            | 2006         | przeniesiona      |
| El Toro                                        | Wooden Coaster                                | Stany Zjednoczone            | Six Flags Great Adventure              | 2006         | działa            |
| Surfrider                                      | Half Pipe Coaster                             | Australia                    | Wet'n'Wild Water World                 | 2007         | działa            |
| Kirnu                                          | Zac Spin / 25 m                               | Finlandia                    | Linnanmäki                             | 2007         | działa            |
| Desert Race                                    | Accelerator Coaster                           | Niemcy                       | Heide Park Resort                      | 2007         | działa            |
| Maverick                                       | Blitz Coaster                                 | Stany Zjednoczone            | Cedar Point                            | 2007         | działa            |
| Furius Baco                                    | Wing Rider                                    | Hiszpania                    | PortAventura                           | 2007         | działa            |
| Inferno                                        | Zac Spin / 25 m                               | Hiszpania                    | Terra Mítica                           | 2007         | działa            |
| Mick Doohan’s Motocoaster                      | Family Launch Coaster                         | Australia                    | Dreamworld                             | 2007         | działa            |
| Euro-Star                                      | Inverted Coaster                              | Rosja                        | Парк Горького                          | 2008         | przeniesiona      |
| Kawasemi                                       | Mega-Lite                                     | Japonia                      | Tobu Zoo Park                          | 2008         | działa            |
| T Express                                      | Wooden Coaster                                | Korea Południowa             | Everland                               | 2008         | działa            |
| Piraten                                        | Mega-Lite                                     | Dania                        | Djurs Sommerland                       | 2008         | działa            |
| ?                                              | Family Roller Coaster                         | Stany Zjednoczone            | Granite Park                           | 2008         | usunięta          |
| Avatar Airbender                               | Half Pipe Coaster                             | Stany Zjednoczone            | Nickelodeon Universe                   | 2008         | działa            |
| Possesed                                       | Impulse Coaster                               | Stany Zjednoczone            | Dorney Park                            | 2008         | działa            |
| Fahrenheit                                     | Vertical Lift Coaster                         | Stany Zjednoczone            | Hersheypark                            | 2008         | działa            |
| Jet Rescue                                     | Family Launch Coaster                         | Australia                    | Sea World                              | 2008         | działa            |
| Fly Over Mediterranean                         | Mega-Lite                                     |                              | Happy Valley                           | 2009         | działa            |
| Senzafiato                                     | Accelerator Coaster                           | Włochy                       | Miragica                               | 2009         | przeniesiona      |
| Tornado                                        | Spinning Coaster                              | Dania                        | Bakken                                 | 2009         | działa            |
| Insane                                         | Zac Spin / 32 m                               | Szwecja                      | Gröna Lund                             | 2009         | działa            |
| iSpeed                                         | Blitz Coaster                                 | Włochy                       | Mirabilandia                           | 2009         | działa            |
| Mega-Lite                                      | Mega-Lite                                     |                              | Happy Valley                           | 2009         | działa            |
| Mine Train Coaster                             | Family Roller Coaster                         |                              | Happy Valley                           | 2009         | działa            |
| Thirteen                                       | Multidimensional Coaster                      | Wielka Brytania              | Alton Towers                           | 2010         | działa            |
| Pantherian                                     | Giga Coaster                                  | Stany Zjednoczone            | Kings Dominion                         | 2010         | działa            |
| RC Racer                                       | Half Pipe Coaster                             | Francja                      | Disneyland Resort Paris                | 2010         | działa            |
| Formula Rossa                                  | Accelerator Coaster                           | Zjednoczone Emiraty Arabskie | Ferrari World Abu Dhabi                | 2010         | działa            |
| Cheetah Hunt                                   | Blitz Coaster                                 | Stany Zjednoczone            | Busch Gardens Tampa                    | 2011         | działa            |
| Green Lantern: First Flight                    | Zac Spin / 32 m                               | Stany Zjednoczone            | Six Flags Magic Mountain               | 2011         | przeniesiona      |
| RC Racer                                       | Half Pipe Coaster                             |                              | Hong Kong Disneyland Resort            | 2011         | działa            |
| ?                                              | Multi Inversion Coaster / 10 Inversion Rev. B | Brazylia                     | Hopi Hari                              | 2012         | przeniesiona      |
| Surfrider                                      | SurfRider                                     | Arabia Saudyjska             | Atallah Happy Land Park                | 2012         | działa            |
| Skyrush                                        | Wing Coaster                                  | Stany Zjednoczone            | Hersheypark                            | 2012         | działa            |
| Divertical                                     | Water Coaster                                 | Włochy                       | Mirabilandia                           | 2012         | działa            |
| Juvelen                                        | Family Launch Coaster                         | Dania                        | Djurs Sommerland                       | 2013         | działa            |
| Maceraperest                                   | Family Roller Coaster                         | Turcja                       | Vialand                                | 2013         | działa            |
| U-shaped Roller Coaster                        | Half Pipe Coaster                             |                              | Victory Kingdom                        | 2013         | nieczynna         |
| Crazy Coaster                                  | Multi Inversion Coaster / 10 Inversion Rev. B |                              | Loca Joy Holiday Theme Park            | 2013         | działa            |
| Nefeskesen                                     | Blitz Coaster                                 | Turcja                       | İsfanbul                               | 2014         | działa            |
| Altair                                         | Multi Inversion Coaster / 10 Inversion Rev. B | Włochy                       | Cinecittá World                        | 2014         | działa            |
| Inferno                                        | Multidimensional Coaster                      | Włochy                       | Cinecittá World                        | 2014         | działa            |
| Harry Potter and the Escape from Gringotts     | Family Drop Coaster                           | Stany Zjednoczone            | Universal Studios Florida              | 2014         | działa            |
| Euro Express                                   | Multi Inversion Coaster                       |                              | Romon U-Park                           | 2015         | działa            |
| Red Fire                                       | Blitz Coaster                                 | Turcja                       | Korsan Adasi                           | 2015         | działa            |
| Family Coaster                                 | Family Roller Coaster                         | Turcja                       | Korsan Adasi                           | 2015         | działa            |
| Hydro Racer                                    | Water Coaster                                 |                              | Xishuangbanna Theme Park               | 2015         | działa            |
| Typhoon Coaster                                | Water Coaster                                 | Turcja                       | Land of Legends                        | 2016         | działa            |
| Flying Aces                                    | Wing Coaster                                  | Zjednoczone Emiraty Arabskie | Ferrari World Abu Dhabi                | 2016         | działa            |
| Coaster Through the Clouds                     | Mega Coaster                                  |                              | Nanchang Wanda Park                    | 2016         | działa            |
| Taron                                          | Blitz Coaster                                 | Niemcy                       | Phantasialand                          | 2016         | działa            |
| Soaring with Dragon                            | LSM Launch Coaster                            |                              | Hefei Wanda Park                       | 2016         | działa            |
| Великолукский Mясокомбинат-2                   | Multi Inversion Coaster / 10 Inversion Rev. B | Rosja                        | Диво Остров                            | 2017         | działa            |
| Light Speed                                    | Mega-Lite                                     |                              | Visionland                             | 2017         | działa            |
| Wave Breaker: The Rescue Coaster               | Family Launch Coaster                         | Stany Zjednoczone            | SeaWorld San Antonio                   | 2017         | działa            |
| Turbo Track                                    | Shuttle Coaster                               | Zjednoczone Emiraty Arabskie | Ferrari World Abu Dhabi                | 2017         | działa            |
| Red Force                                      | LSM Launch Coaster                            | Hiszpania                    | Ferrari Land                           | 2017         | działa            |
| DrageKongen                                    | Suspended Family Coaster / Custom             | Dania                        | Djurs Sommerland                       | 2017         | działa            |
| ?                                              | Multi Inversion Coaster / 10 Inversion Rev. B | Malezja                      | Movie Animation Park Studios           | 2017         | przeniesiona      |
| Rex’s Racer                                    | Surfrider                                     |                              | Shanghai Disneyland                    | 2018         | działa            |
| Yukon Quad                                     | Family Launch Coaster / Juvelen               | Francja                      | Le Pal                                 | 2018         | działa            |
| Speed                                          | Water Coaster                                 | Polska                       | Energylandia                           | 2018         | działa            |
| Hyperion                                       | Mega Coaster                                  | Polska                       | Energylandia                           | 2018         | działa            |
| Fast and Furry-ous                             | Suspended Family Coaster / Custom             | Zjednoczone Emiraty Arabskie | Warner Bros. World Abu Dhabi           | 2018         | działa            |
| Paradise Fall                                  | Family Launch Coaster                         | Wietnam                      | Sun World Danang Wonders               | 2018         | działa            |
| Steel Dolphin                                  | LSM Launch Coaster                            |                              | Polar Ocean Park                       | 2018         | działa            |
| ?                                              | Family Launch Coaster / Custom                |                              | Chengdu Aviation Park                  | 2023         | budowa wstrzymana |
| ?                                              | Accelerator Coaster                           | Rosja                        | Золотой Город                          | 2018         | budowa wstrzymana |
| Euro-Star                                      | Inverted Coaster                              | Rosja                        | Анапа Парк Джунгли                     | 2019         | działa            |
| Dueling Dragons                                | LSM Inverted Coaster + LSM Sitdown Coaster    |                              | Guangzhou Sunac Land                   | 2019         | działa            |
| Lightspeed                                     | Multi Inversion Coaster / 10 Inversion Rev. B | Turcja                       | Wonderland Eurasia                     | 2019         | nieczynna         |
| Canavar Dalga                                  | Family Launch Coaster / Jet Rescue            | Turcja                       | Wonderland Eurasia                     | 2019         | nieczynna         |
| Hagrid’s Magical Creatures Motorbike Adventure | Family Launch Coaster                         | Stany Zjednoczone            | Universal Studios Islands of Adventure | 2019         | działa            |
| Timmy’s Half-Pipe Havoc                        | Surfrider / 20 m                              | Stany Zjednoczone            | Nickelodeon Universe Theme Park        | 2019         | działa            |
| Kereta Misteri                                 | Family Launch Coaster                         | Indonezja                    | Dunia Fantasi                          | 2019         | działa            |
| Taiga                                          | Blitz Coaster / Custom                        | Finlandia                    | Linnanmäki                             | 2019         | działa            |
| Objectif Mars                                  | Multidimensional Coaster                      | Francja                      | Futuroscope                            | 2020         | działa            |
| Sandy’s Blasting Bronco                        | Vertical LSM Coaster                          | Stany Zjednoczone            | Nickelodeon Universe Theme Park        | 2020         | działa            |
| Vipére                                         | Zac Spin / 32 m                               | Kanada                       | La Ronde                               | 2020         | budowa wstrzymana |
| Ipanema Ski Ride                               | Surfrider / 20 m                              | Wietnam                      | VinWonders                             | 2020         | działa            |
| Полет В Тоннелe                                | Family Launch Coaster                         | Rosja                        | Остров Мечты                           | 2020         | działa            |
| Kondaa                                         | Mega Coaster                                  | Belgia                       | Walibi Belgium                         | 2021         | działa            |
| Studio Tour                                    | Multidimensional Coaster                      | Niemcy                       | Movie Park Germany                     | 2021         | działa            |
| Namazu                                         | Family Drop Coaster                           | Francja                      | Vulcania                               | 2021         | działa            |
| Big Dipper                                     | Hot Racer                                     | Australia                    | Luna Park                              | 2021         | działa            |
| VelociCoaster                                  | LSM Launch Coaster                            | Stany Zjednoczone            | Universal Studios Islands of Adventure | 2021         | działa            |
| Light of Revenge                               | Blitz Coaster / Custom                        |                              | Happy Valley Qixia                     | 2021         | działa            |
| All Speeds                                     | Blitz Coaster / Custom                        |                              | Chengdu Wanda City                     | 2021         | działa            |
| Legendary Twin Dragon                          | Impulse Coaster / Twist & Twist (70 m)        |                              | Wanda Chongqing Theme Park             | 2021         | działa            |
| ?                                              | LSM Launch Coaster                            | Oman                         | Hayy Al Sharq Theme Park               | 2022         | budowa wstrzymana |
| Storm Coaster                                  | Blitz Coaster                                 | Zjednoczone Emiraty Arabskie | Dubai Hills Mall                       | 2022         | działa            |
| Sik                                            | Multi Inversion Coaster / 10 Inversion Rev. B | Wielka Brytania              | Flamingo Land                          | 2022         | działa            |
| Pantheon                                       | Blitz Coaster / Custom                        | Stany Zjednoczone            | Busch Gardens Williamsburg             | 2022         | działa            |
| DarKoaster                                     | Family Launch Coaster                         | Stany Zjednoczone            | Busch Gardens Williamsburg             | 2023         | działa            |
| Matugani                                       | Accelerator coaster                           | Stany Zjednoczone            | Lost Island Theme Park                 | 2023         | działa            |
| Arctic Rescue                                  | Family Launch Coaster                         | Stany Zjednoczone            | SeaWorld San Diego                     | 2023         | działa            |
| Manta                                          | LSM Launch Coaster                            | Zjednoczone Emiraty Arabskie | SeaWorld Abu Dhabi                     | 2023         | działa            |
| Whale Breaking the Sky Roller Coaster          | Vertical Lift Coaster                         |                              | Fuli Ocean Happy World                 | 2023         | działa            |
| Twister                                        | Spinning Coaster                              |                              | Fuli Ocean Happy World                 | 2023         | działa            |
| ?                                              | Multi Inversion Coaster / 8 Inversion         | Brazylia                     | Mirabilandia                           | 2023         | budowa wstrzymana |
| Zokkon                                         | Family Launch Coaster / Custom                | Japonia                      | Fuji-Q Highland                        | 2023         | działa            |
| Batman Gotham City Escape                      | LSM Launch Coaster / Custom                   | Hiszpania                    | Parque Warner Madrid                   | 2023         | działa            |
| Uncharted: The Enigma of Penitence             | Multidimensional Coaster                      | Hiszpania                    | PortAventura Park                      | 2023         | działa            |
| Toutatis                                       | LSM Launch Coaster / Custom                   | Francja                      | Parc Astérix                           | 2023         | działa            |
| Mahuka                                         | Hot Racer                                     | Francja                      | Walibi Rhône-Alpes                     | 2024         | działa            |
| Gold Rush                                      | Family Launch Coaster                         | Wielka Brytania              | Drayton Manor                          | 2024         | działa            |
| ThunderVolt                                    | Accelerator Coaster                           | Kanada                       | Playland                               | 2024         | działa            |
| Flash: Speed Force                             | Surfrider / 20 m                              | Australia                    | Warner Bros. Movie World               | 2024         | działa            |
| Alghazal                                       | Spinning Coaster                              | Katar                        | Meryal                                 | 2024         | działa            |
| Inverse Time and Space Roller Coaster          | Zac Spin / 25 m                               |                              | Silk Road Paradise                     | 2024         | w budowie         |
| ?                                              | Vertical Launch Coaster / 1058 m              | Rosja                        | Остров Мечты                           | 2025         | w budowie         |
| ?                                              | Hot Racer / Custom                            | Rosja                        | Остров Мечты                           | 2025         | w budowie         |
| Spitfire                                       | LSM Launch Coaster / Custom                   | Arabia Saudyjska             | Six Flags Qiddiya                      | 2025         | w budowie         |
| Falcon's Flight                                | Exa Coaster                                   | Arabia Saudyjska             | Six Flags Qiddiya                      | 2025         | w budowie         |
| Georgia Gold Rusher                            | Ultra Surf                                    | Stany Zjednoczone            | Six Flags Over Georgia                 | 2025         | działa            |
| Quantum Accelerator                            | Family Launch Coaster / Custom                | Stany Zjednoczone            | Six Flags New England                  | 2025         | w budowie         |
| Hiccup's Wing Gliders                          | ?                                             | Stany Zjednoczone            | Universal Studios Epic Universe        | 2025         | w budowie         |
| Fast & Furious: Hollywood Drift                | ?                                             | Stany Zjednoczone            | Universal Studios Hollywood            | 2026         | w budowie         |

### W Polsce
W roku 2025 w Polsce działały dwie kolejki górskie firmy Intamin:
| Lp. | Nazwa    | Park rozrywki | Model         | Rok otwarcia |
| --- | -------- | ------------- | ------------- | ------------ |
| 1   | Speed    | Energylandia  | Water Coaster | 2018         |
| 2   | Hyperion | Energylandia  | Mega Coaster  | 2018         |